# 1. SC Vítkovice
Der 1. SC Vitkovice ist ein tschechischer Unihockeyverein aus Ostrava. Er zählt zusammen mit Tatran Střešovice zu den erfolgreichsten Vereinen im tschechischen Unihockey. Sowohl die erste Mannschaft der Herren als auch die erste Mannschaft der Frauen spielen in der höchsten tschechischen Spielklasse. Die Herren spielen in der Livesport Superliga, die Damen in der ČEZ Extraliga.

## Geschichte
Der Verein wurde 1992 in Vítkovice gegründet. Der damalige Name war 1. SC Ostrava. 1994 folgte die Umbenennung in 1. SC SSK Vítkovice. Unter diesem Namen gewannen die Herren die Meisterschaft 1996, 1997 und 2000. Die Damen gewinnen 2000 ebenfalls die höchste Spielklasse.
2008 folgte die erneute Namensänderung. Fortan trat der Verein unter dem Namen 1. SC WOOW Vítkovice in der Tipsport Superliga und der Extraliga an. Unter dem neuen Namen gewann die Herrenmannschaft erneut drei Mal die tschechische Meisterschaft. Die Damen konnten 2014 ebenfalls unter diesem Namen die Meisterschaft gewinnen.
Nach der erfolgreichen Saison 2014 stieg der Unihockey-Materialhersteller Oxdog beim tschechischen Meister ein. Es erfolgte die erneut Namensänderung in 1. SC Vítkovice Oxdog. Unter diesem Namen spielte die Mannschaft zwei Jahre lang, ehe der Sportartikelhersteller TEMPISH bei Vítkovice einstieg. Seither tritt der Verein als 1. SC TEMPISH Vítkovice an.

## Erfolge
(Es werden nur Meistertitel der ersten Mannschaft aufgelistet.)

### Männer

#### National
- Tschechischer Meister: 1996, 1997, 2000, 2009, 2013, 2014, 2019
- Tschechischer Vizemeister: 1998, 2008, 2010, 2012, 2016, 2018, 2021, 2022 und 2023

#### International
- Champions-Cup-Vizemeister: 2010

### Frauen

#### National
- Tschechischer Meister: 2000, 2014, 2016, 2018, 2019, 2021 und 2023
- Tschechischer Vizemeister: 1995, 1996, 1999, 2013 und 2017

#### International
- Champions-Cup-Vizemeister: 2014